# بريان هايز
بريان هايز هو سياسي كندي، ولد في 8 أكتوبر 1958 في فرنسا. حزبياً، نشط في حزب المحافظين الكندي. وقد انتخب عضو مجلس العموم الكندي.